# Cortes del Reino de Valencia
Las Cortes del Reino de Valencia o Corts eran la asamblea representativa de los tres estamentos del Reino de Valencia —eclesiástico, militar o nobiliario, y real— junto con el rey, a quien correspondía convocarlas, fijando el lugar y fecha de celebración. En principio su finalidad era atender al «buen estamento y reforma del reino» como afirmó Jaime II en 1301-1302, pero desde mediados del siglo XIV su función prioritaria fue atender a las necesidades de fondos extraordinarios de la monarquía para hacer frente al crónico déficit de la hacienda real.
A diferencia de las Cortes de Castilla de la Edad Moderna, que funcionaban únicamente como órgano consultivo, las Cortes del Reino de Valencia, como las del Principado de Cataluña y las del Reino de Aragón, eran un órgano normativo, ya que sus acuerdos tenían fuerza de ley, en el sentido de contrato que el rey no podía revocar. Esa forma de entender las relaciones entre la Corona y sus vasallos se ha denominado pactismo.

## Origen
Las Corts tenían su origen en la antigua curia regis, la corte del rey, a la que asistía la alta nobleza y el alto clero que aconsejaban al monarca sobre el gobierno del reino. La curia regis ordinaria que asistía diariamente al rey se transformó en el consejo real mientras que la curia regis extraordinaria que reunía a todos los nobles y prelados se transformó en las Cortes, cuando también asistieron a ella los representantes de las ciudades y villas reales, surgiendo así «la representación institucionalizada de los tres estamentos distintivos de la sociedad medieval y su organización en tres estamentos (braços): el militar o nobiliario, el eclesiástico y el real».

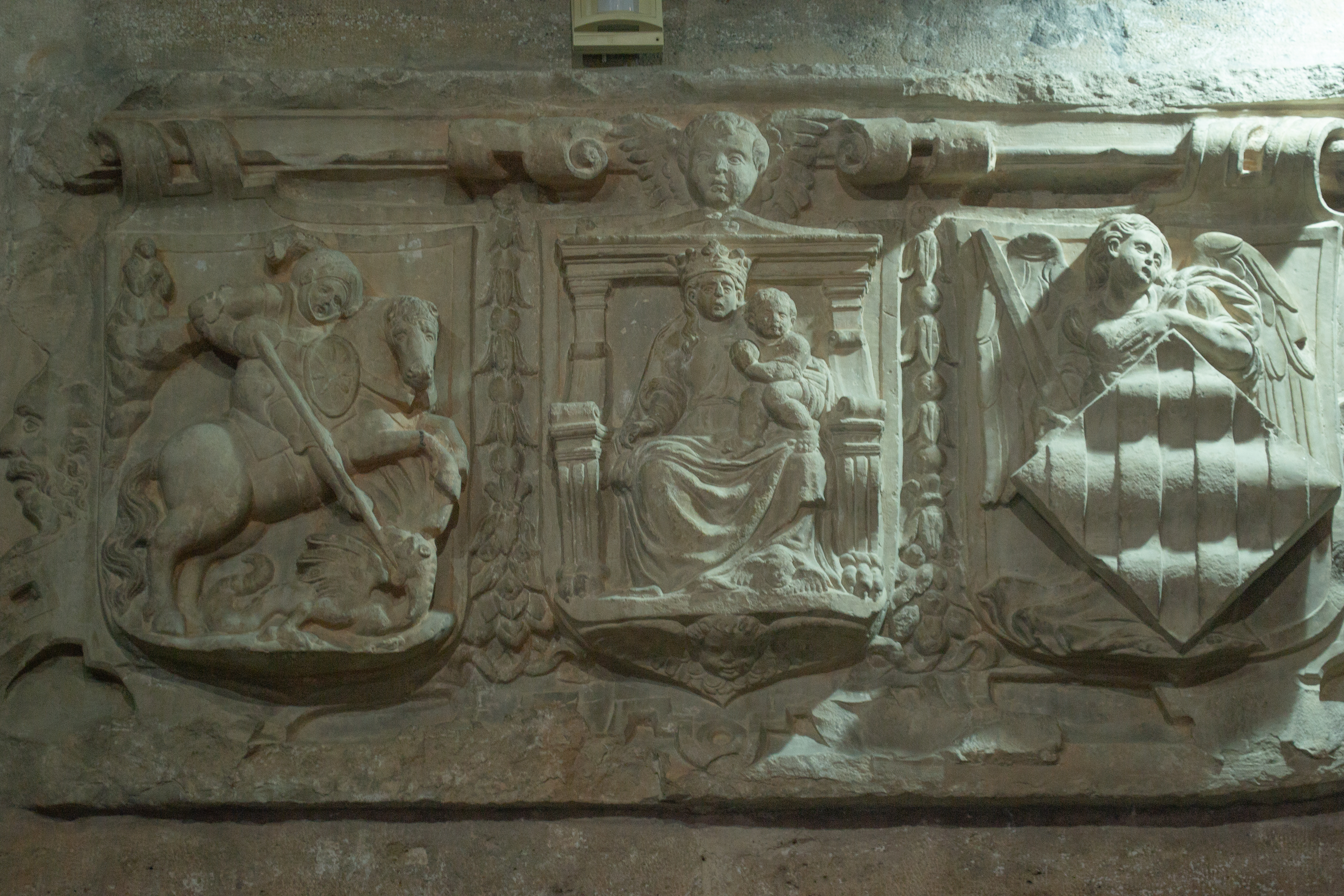
Bajorrelieve del Palau de la Generalitat con los emblemas de cada uno de los tres braços de las Corts. De izquierda a derecha: San Jorge, del militar o nobiliario; la Virgen María con el Niño, del eclesiástico; y el Ángel Custodio con el escudo de las cuatro barras, del real.

El interés de la Corona para que se integraran en la curia regis extraordinaria los representantes de las ciudades y villas reales fue económico y político, como ha señalado Antoni Furió. «Los reyes confiaban en la capacidad económica de las ciudades para subvenir a las necesidades pecuniarias de la corona —motivo inmediato de corts—, al mismo tiempo que el desarrollo político, y hasta militar, de éstas determinaba el desplazamiento de la gestión político-administrativa de la monarquía, apoyada hasta entonces en la nobleza y en el alto clero».
Todavía es objeto de debate cuando se celebraron las primeras Corts que algunos historiadores retrasan hasta 1283, pero según Antoni Furió, se debe fijar en 1261 cuando Jaime I reunió en Valencia a los tres estamentos para aprobar la extensión a todo el reino del código legal de la ciudad, el Costum, a partir de entonces conocido como Fueros. Su antecedente más remoto se sitúa en 1239, un año después de la conquista de Valencia, cuando se reunió una asamblea de nobles, obispos y ciutadans en la que se aprobó el Costum de la ciudad de Valencia.
En las Corts de 1261, el rey Jaime I instauró para sus sucesores la obligación de celebrar Corte general en Valencia a primeros de cada reinado, nada más haber llegado a la ciudad. Esta norma se reiteró en otras Cortes el 1271, celebradas también por Jaime I, y, más tarde, por su hijo, Pedro III el Grande, que acotó la convocatoria de las cortes al primer mes de cada reinado. En 1302, Jaime II estableció la obligatoriedad de su celebración cada tres años. Más tarde, Pedro el Ceremonioso, en las Cortes de Valencia de 1336, confirmó esta celebración trienal, precisando que se tenía que hacer por el día de Todos los Santos (1 de noviembre).

## Composición
El número de representantes de cada estamento (braç) irá variando a lo largo del tiempo. Los miembros de braç militar —compuesto por nobles, cavallers i generosos— irán en aumento hasta superar el número de 300 en el siglo XVII. Lo mismo ocurre con el braç eclesiástico hasta alcanzar el número de 19 en las últimas cortes de 1645. En cuanto al braç reial el número de las ciudades y villas reales que acuden irá fluctuando, aunque siempre estará presente el cap i casal del regne ('cabeza y casa del reino'), la ciudad de Valencia, y las que más las frecuentan son Játiva, Alcira, Burriana, Morella y Alpuente.
En las cortes de 1329 fue cuando se consiguió una representatividad territorial completa de todo el reino. Sin embargo, no siempre se reunían las ciudades y villas reales más importantes, sino que se reunían unas u otras según los temas tratados. No obstante, la representación era generalmente grande. Por ejemplo, a las Cortes de Valencia, del año 1510 asistieron las siguientes ciudades y villas reales: Ademuz, Alicante, Alcoy, Alpuente, Alcira, Biar, Bocairente, Burriana, Caudete, Castellón de la Plana, Castielfabib, Cullera, Liria, Morella, Onteniente, Orihuela, Penáguila, Peñíscola, Valencia, Villajoyosa, Villarreal, Játiva, Jérica y Jijona.

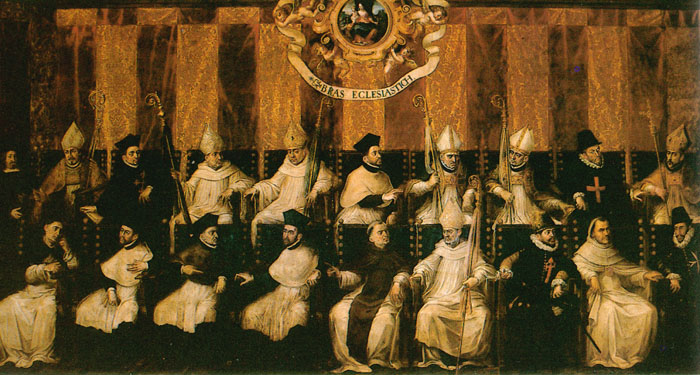
Braç eclesiástico en la Sala de Corts del Palau de la Generalitat (pintura de Vicent Requena el Jove, 1592-1593)
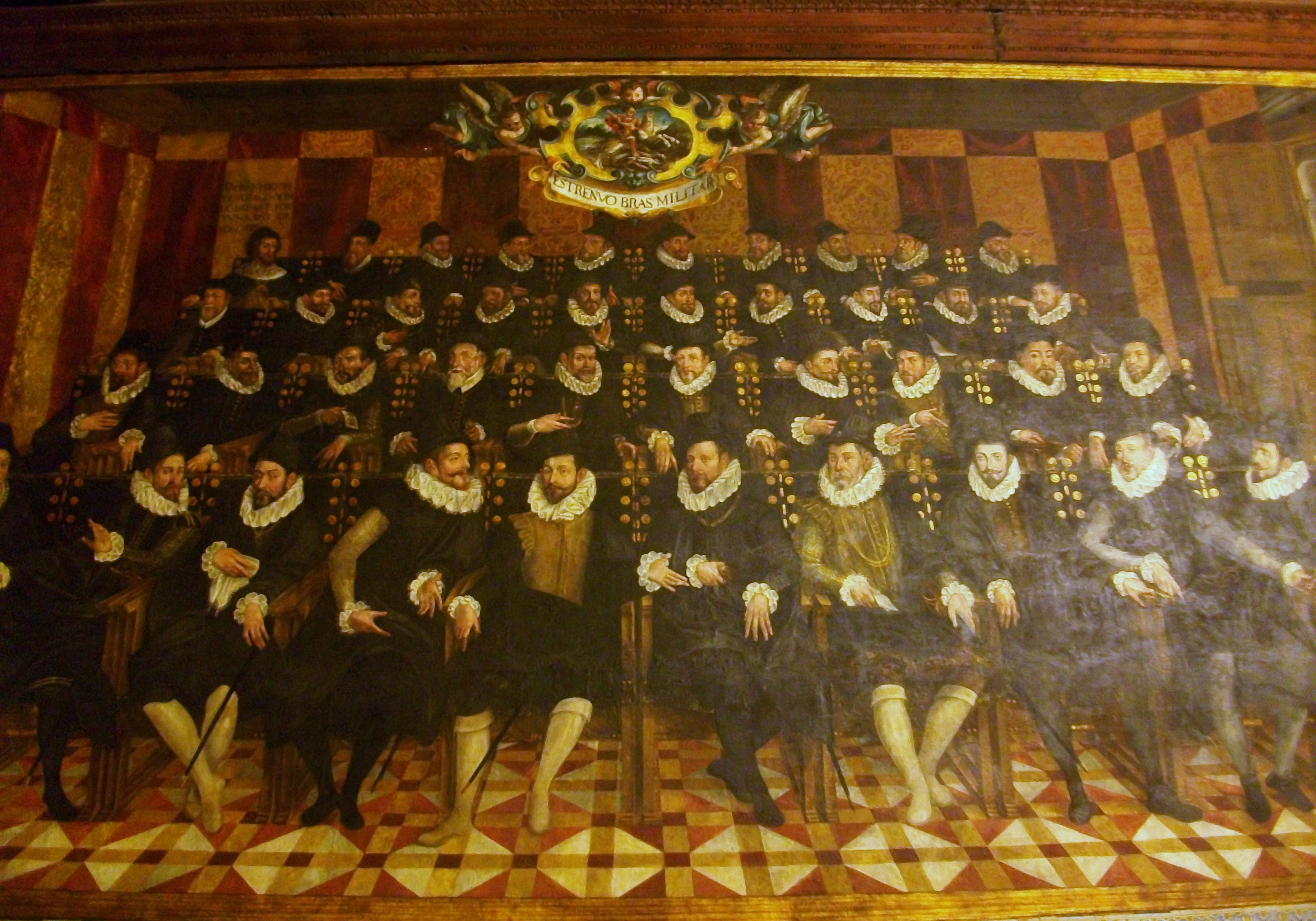
Braç militar o nobiliario (pintura de Francesco Pozzo, 1592)
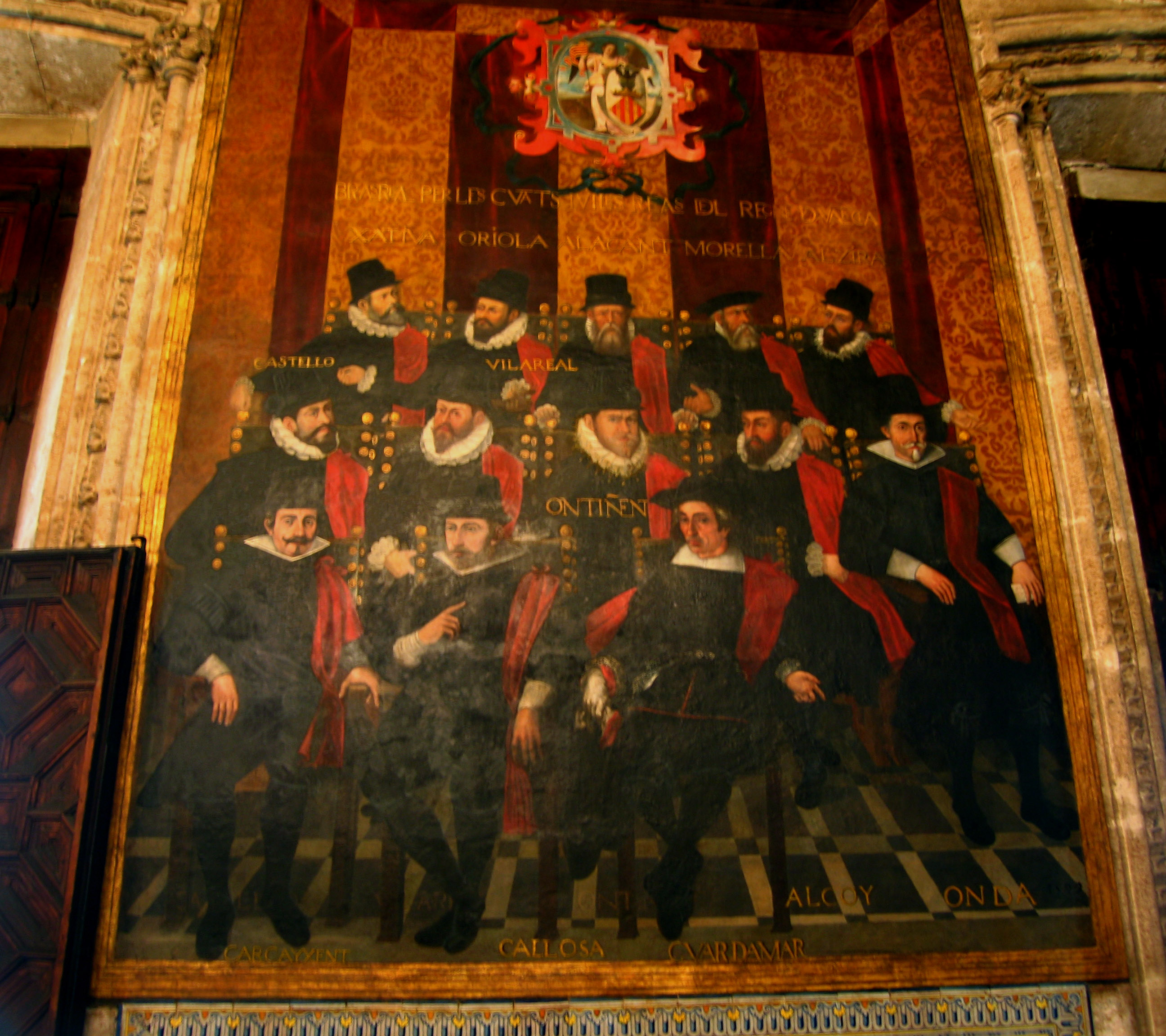
Villas y ciudades de primera categoría del braç real (pintura de Vicent Mestre, 1592)
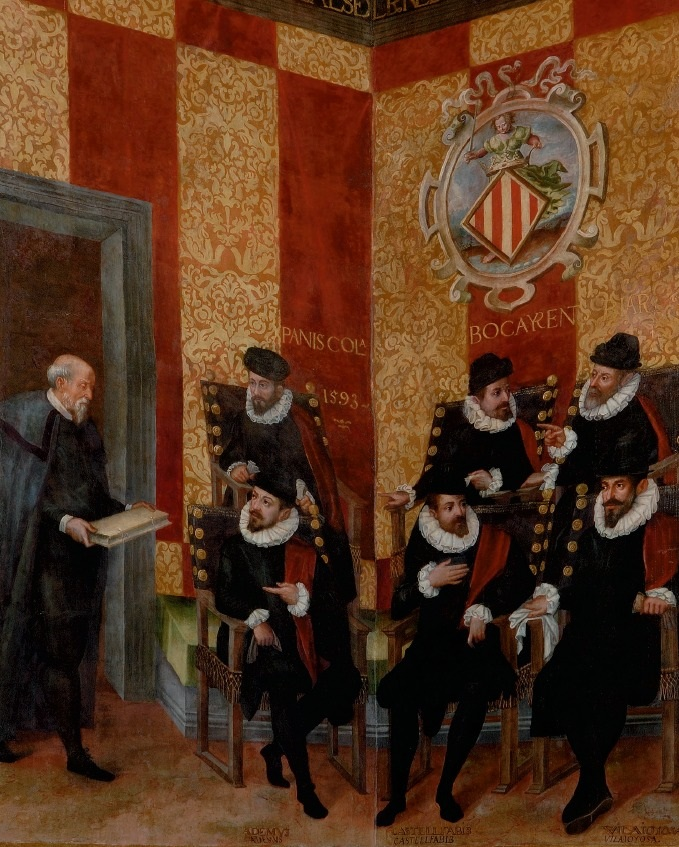
Villas de segunda categoría del braç real (pintura de Lluís Mata y Sebastià Saïdia, 1593)
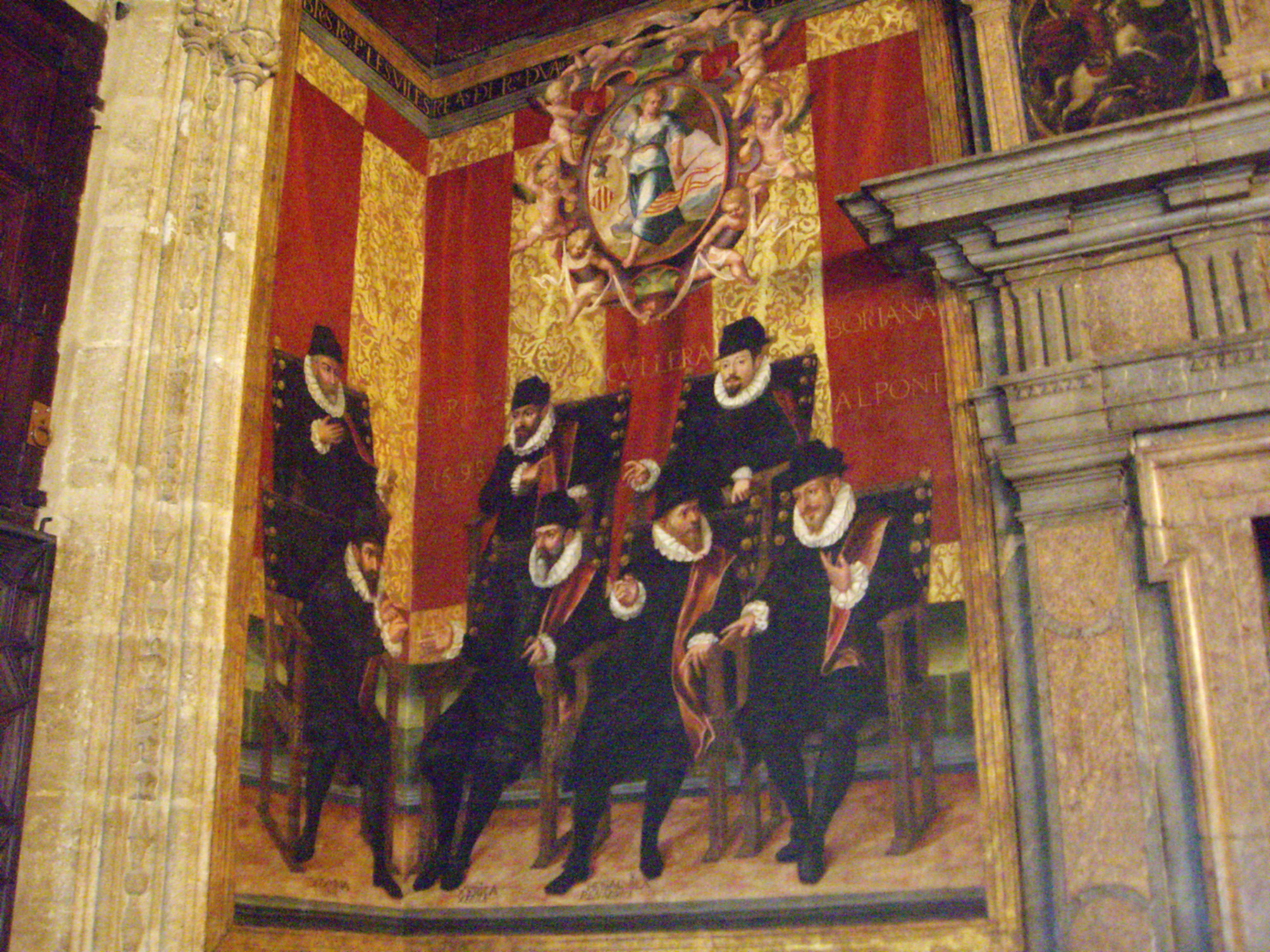
Otras villas de segunda categoría del braç real (pintura de Lluís Mata, 1593)

## Funcionamiento y competencias
Las Corts se celebraron preferentemente en la ciudad de Valencia, aunque también se reunieron en San Mateo, Alcira, Morella o Sagunto (entonces llamada Morvedre). Si su celebración coincidía con las de las otras dos Cortes de la Corona de Aragón, las del reino de Aragón y las del Principado de Cataluña, se celebraban en Monzón.
Las Corts se iniciaban con el discurso del rey en el que exponía la situación de reino y hacía sus demandas a los braços. A continuación cada uno de ellos nombraba a sus protavoces que negociaban los acuerdos con los oficiales reales. Tras repararse las posibles reclamaciones de contrafur y se atendían los greuges —quejas de los miembros de los estamentos— se procedía a la votación del servei o donatiu —el impuesto extraordinario demandado por el rey—. Finalmente se promulgaban los acuerdos legislativos aprobados que constituían los Furs —si habían sido aprobados por los tres braços con el rey— y los actes de cort ('actos de corte') —si tenían el apoyo de uno o dos braços, con el rey—.
Las Cortes de Valencia del año 1418 crean la Generalidad Valenciana, con una duración de los cargos de tres años. Es a mitad del siglo XV cuando las instituciones valencianas se hallan plenamente consolidadas.

## LasCortsbajo la Monarquía Hispánica (siglosXVIyXVII)
En el siglo XVI, se celebraron nueve reuniones de Corts, todas ellas Generales, celebradas en Monzón (Aragón), a pesar de los Furs disponían que se debían celebrar cada tres años y en territorio valenciano. Hubo una en (1510) —al final del reinado de Fernando II el Católico—, seis durante el reinado de Carlos I (1528,1533,1537, 1542, 1547 y 1552) y dos en el reinado de Felipe II (1563 y 1585). Según la historiadora Emilia Salvador, «su escasez y la misma actuación de sus componentes, con una monarquía siempre reticente y unos brazos poco cohesionados y demasiado atentos a intereses de élite, impidieron que las Cortes llegaran a convertirse en un sólido instrumento de oposición al autoritarismo regio».
Las últimas Corts fueron las de 1645 a las que asistieron 19 miembros del brazo eclesiástico, más de quinientos del militar o nobiliario y los representantes de 28 ciudades y villas reales —la opinión de los de la ciudad de Valencia era la que más peso tenía entre los miembros de este braç e incluso en el conjunto de las Cortes—. La Monarquía después de esa fecha (1645) ya no las volvió a convocar más, pues obtenía de la Junta d'Electes dels Estaments los serveis ('servicios': impuestos extraordinarios) —en dinero y en hombres para el Ejército— que demandaba.
Así pues, como ha destacado el historiador Antoni Furió, la creación de la Junta d'Electes dels Estaments en las Corts de 1645 «consagraba de hecho la defunción política de las cortes, ya que en adelante ni la corona necesitaría convocarlas para la obtención de la contribución militar del reino, ni los braços tendrían que recurrir a ellas para denunciar los contrafurs».

## El Decreto de Nueva Planta de 1707: el fin del Reino de Valencia y de sus Cortes
Durante la Guerra de Sucesión Española Felipe V aprobó en junio de 1707 el Decreto de Nueva Planta, que puso fin al Reino de Valencia y con él desaparecieron sus Cortes y el derecho foral valenciano.